# George Weller
George Anthony Weller (Boston, Massachusetts, 13 juli 1907 - San Felice Circeo, Italië, 19 december 2002) was een Amerikaans journalist en schrijver. Als journalist was Weller onder andere werkzaam voor The New York Times en Chicago Daily News.
Hij was de eerste Amerikaanse journalist die na de Tweede Wereldoorlog de stad Nagasaki bezocht. Zijn verhalen die hij daar opschreef, werden echter gecensureerd door het Amerikaanse leger, maar werden in 2002 alsnog in een boek gepubliceerd. Hij begon met het schrijven over de oorlog, vanaf december 1940 toen hij in dienst kwam van Chicago Daily News.
In 1943 kreeg hij de Pulitzerprijs voor zijn oorlogsverslaggeving. 